# Grzmiąca (Głuszyca)

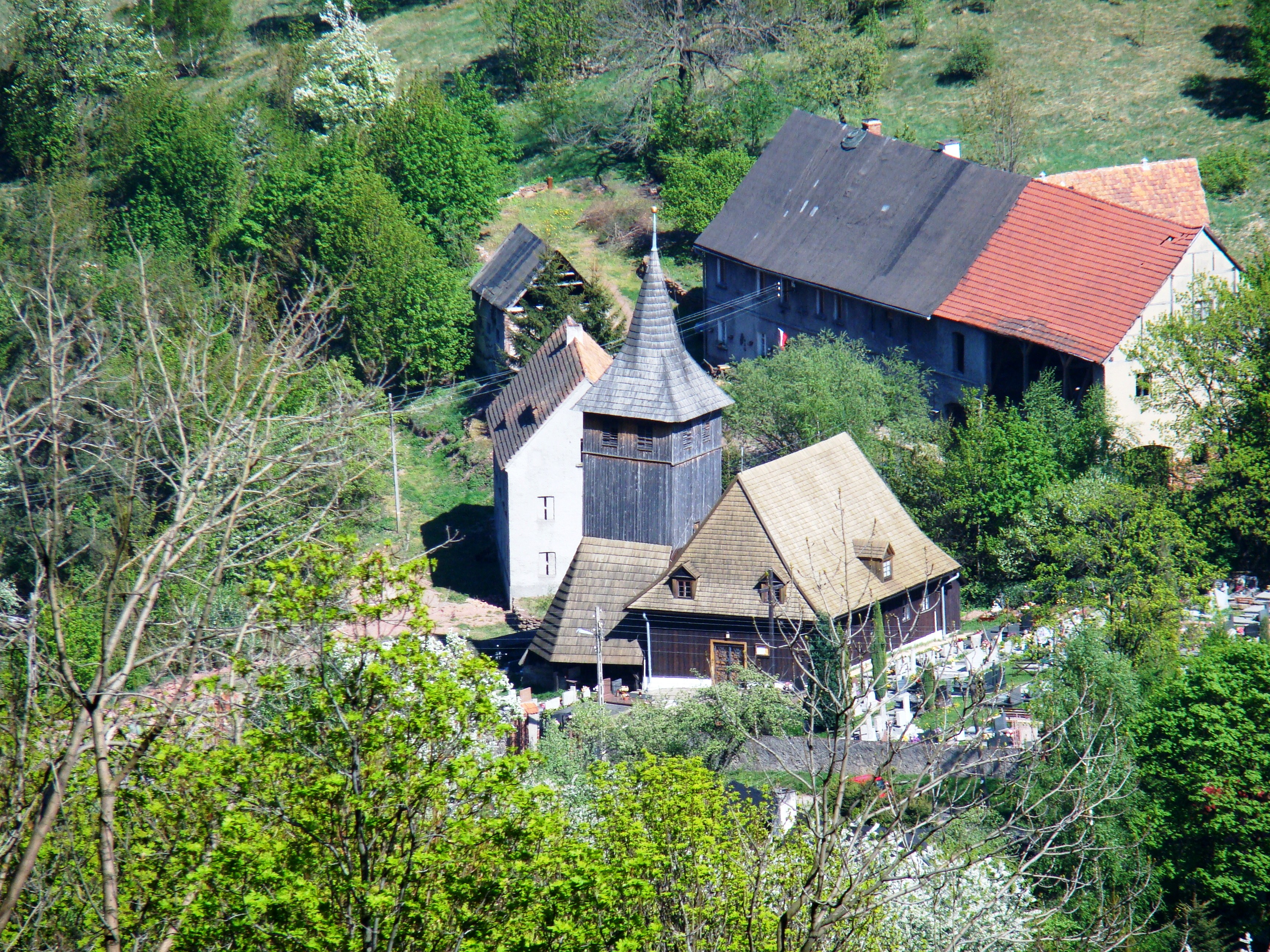
Grzmiąca

Grzmiąca (anhörenⓘ, deutsch Donnerau) ist ein Ort in der Stadt- und Landgemeinde Głuszyca im Powiat Wałbrzyski der Woiwodschaft Niederschlesien in Polen.

## Geographie
Grzmiąca liegt im Waldenburger Bergland, an der Droga wojewódzka 380, die von Głuszyca nach Unisław Śląski (Langwaltersdorf) verläuft. Nachbarorte sind Jedlina-Zdrój im Norden, Jedlinka (Tannhausen) und Olszyniec (Erlenbusch) im Nordosten, Jedlinka Górna (Blumenau) und Walim im Osten, Głuszyca und Głuszyca Górna im Südosten, Łomnica (Lomnitz) im Süden, das nicht mehr existierende Radosno und Trzy Strugi (Dreiwässerthal) im Südwesten, Rybnica Leśna im Osten sowie Kamionka (Steinau), Glinik (Großhain) und Glinica (Lehmwasser) im Nordwesten. Südwestlich liegt die Burgruine Hornschloss.

## Geschichte
Donnerau wurde vermutlich Ende des 13. Jahrhunderts gegründet und gehörte zum Burgbezirk Hornschloss. Zusammen mit dem Herzogtum Schweidnitz gelangte es nach dem Tod des Herzogs Bolko II. 1368 erbrechtlich an Böhmen, wobei dessen Witwe Agnes von Habsburg bis zu ihrem Tod 1392 ein Nießbrauch zustand. In den Hussitenkriegen wurde es um 1425 zerstört und noch 1497 als wüst bezeichnet. In der ersten Hälfte des 16. Jahrhunderts wurde es vermutlich mit zugewanderten Bergleuten neu besiedelt. Um 1558 wurde eine evangelische Schrotholzkirche errichtet, die zur Pfarrkirche in Wüstegiersdorf gewidmet war. Für das Jahr 1576 sind 14 Bauern nachgewiesen. Im Dreißigjährigen Krieg lagerten um Donnerau vier kaiserliche Infanterieregimenter sowie 5000 Reiter mit 430 Wagen. 1636 waren nur noch 18 Häuser bewohnt und von den ehemals 124 Kühen nur noch acht, von den 26 Pferden nur noch zwei vorhanden. 1654 wurde die Dorfkirche den Katholiken übergeben. Die bis dahin zu Donnerau gehörende Siedlung Reimsbach wurde 1707 selbständige Gemeinde. 1742 erhielt Donnerau eine eigene Schule.
Nach dem Ersten Schlesischen Krieg 1742 fiel Donnerau zusammen mit Schlesien 1742 an Preußen. Nach der Neugliederung Preußens gehörte es seit 1815 zur Provinz Schlesien und war ab 1816 dem Landkreis Waldenburg eingegliedert, mit dem es bis 1945 verbunden blieb. Seit 1874 war die Landgemeinde Donnerau Sitz des gleichnamigen Amtsbezirks, zu dem auch die Landgemeinden Freudenburg, Lomnitz und Reimsbach gehörten.
Die Bevölkerung ernährte sich überwiegend von der Landwirtschaft, der Hausweberei und dem Obstanbau. Für das Jahr 1840 sind 668 Einwohner und 46 Handwebstühle nachgewiesen sowie die Steinkohlengruben „Christian Gottfried“ und „Unverhofftes Glück“. Da die Ausbeute nur gering war, wurden sie bald wieder aufgegeben. Die 1855 gegründete Eisengießerei „Anna-Hütte“ wurde bis 1914 betrieben. Eine weitere wirtschaftliche Entwicklung erfolgte nach dem Anschluss an die Bahn Dittersbach – Glatz. Es entstanden eine Holzspulenfabrik sowie eine Garnbleiche. 1939 wurden 947 Einwohner gezählt.
Als Folge des Zweiten Weltkriegs fiel Donnerau 1945 wie fast ganz Schlesien an Polen und wurde in Grzmiąca umbenannt. Die deutsche Bevölkerung wurde, soweit sie nicht vorher geflohen war,  vertrieben. Die neu angesiedelten Bewohner waren teilweise Zwangsumgesiedelte aus Ostpolen, das an die Sowjetunion gefallen war. In den Jahren 1975 bis 1998 gehörte Grzmiąca zur Woiwodschaft Wałbrzych (deutsch Waldenburg).

## Sehenswürdigkeiten
- Die Kirche Mariä-Geburt (Kościół filialny pw. Narodzenia Najświętszej Marii Panny) wurde während der Reformation um 1558 als evangelisches Gotteshaus errichtet und nach dem Dreißigjährigen Krieg an die Katholiken übergeben. Es ist eine Schrotholzkirche auf Steinsockel mit einem schindelgedeckten Walmdach. Der architektonische Hauptaltar stammt aus der Mitte des 18. Jahrhunderts, die Kanzel entstand um 1640.
- Das Hornschloss (Zamek Rogowiec) liegt auf einer 862 Meter hohen Bergspitze.
- Haus Nr. 66 aus dem Jahr 1736.

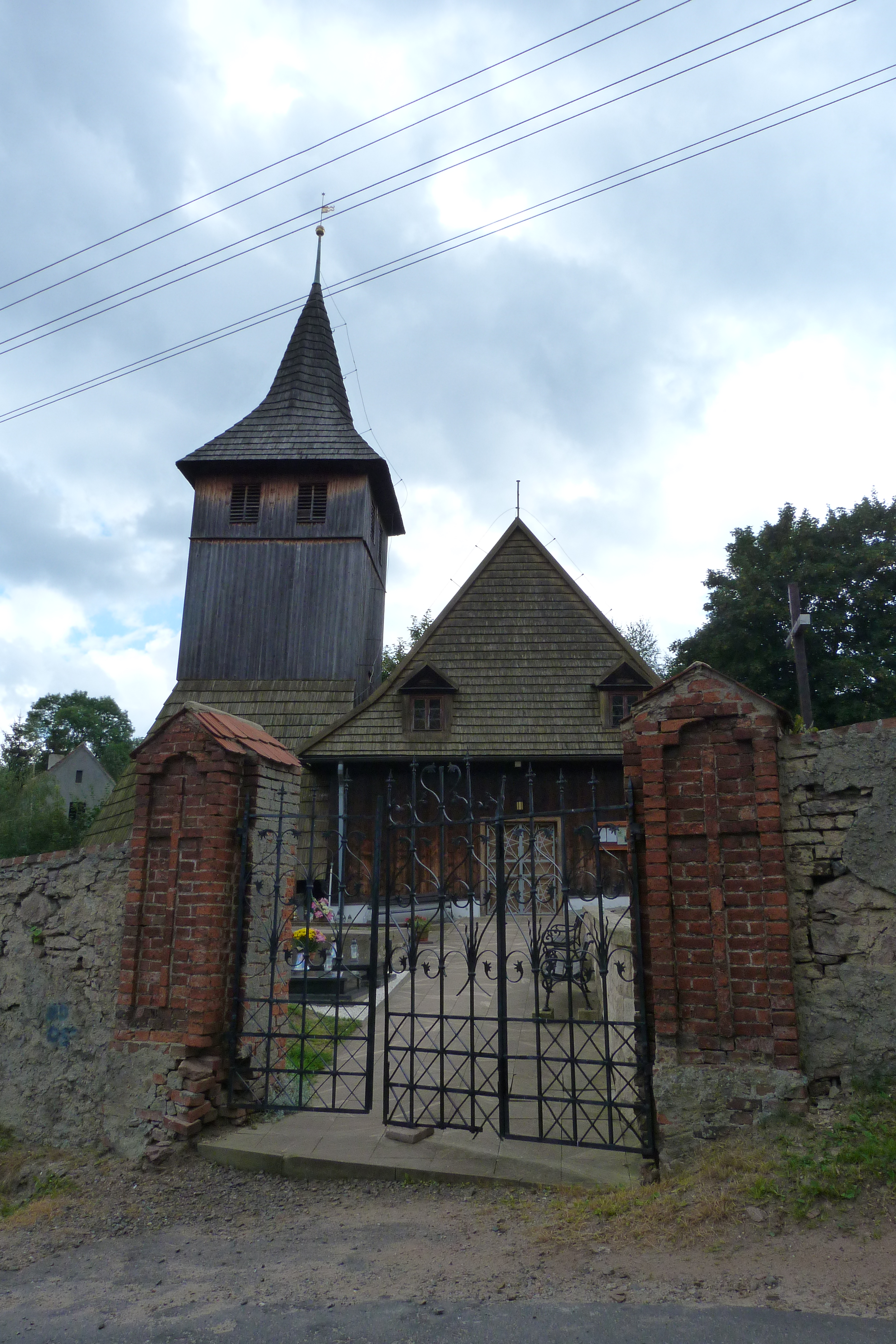
Kirche Mariä Geburt
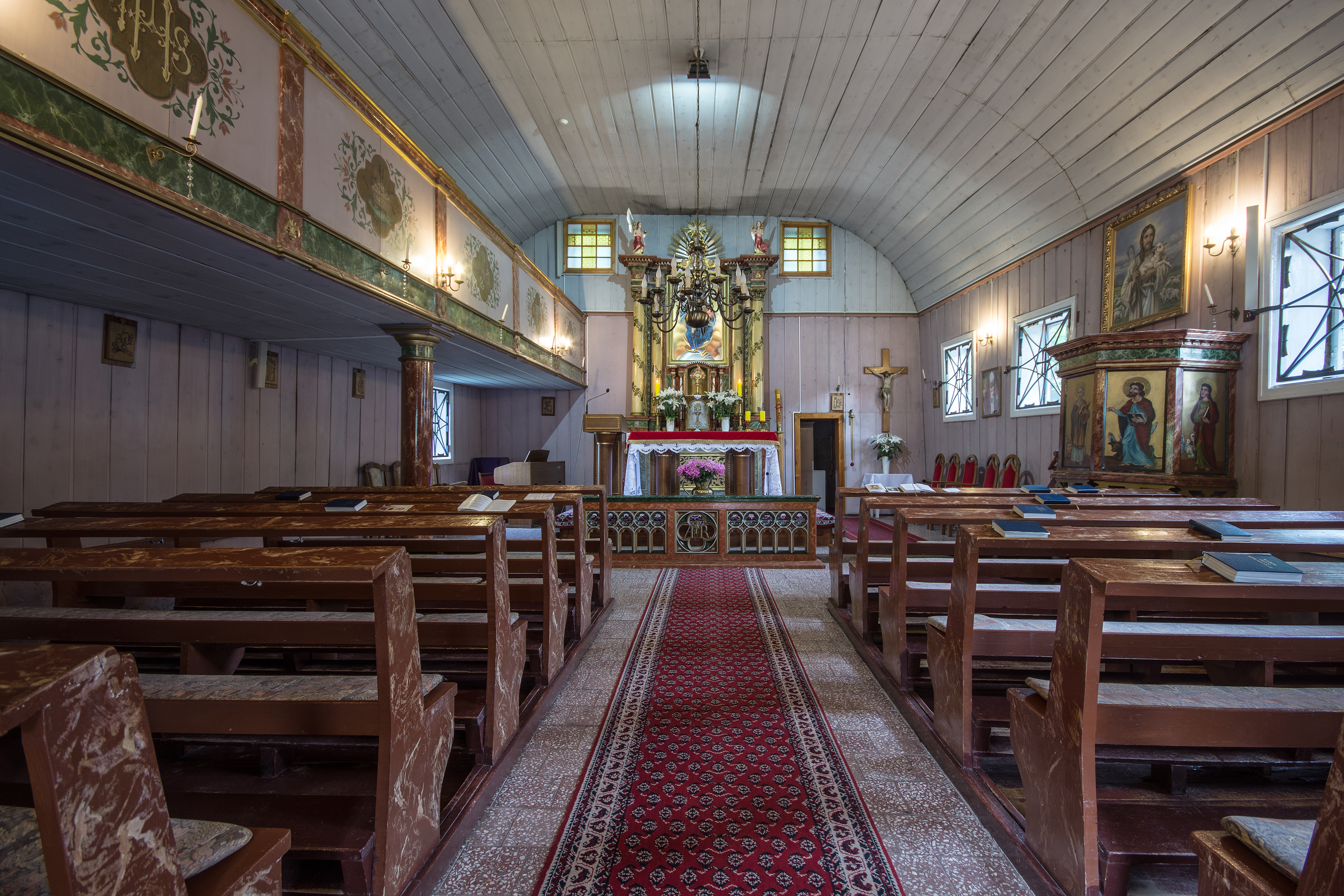
Kircheninneres
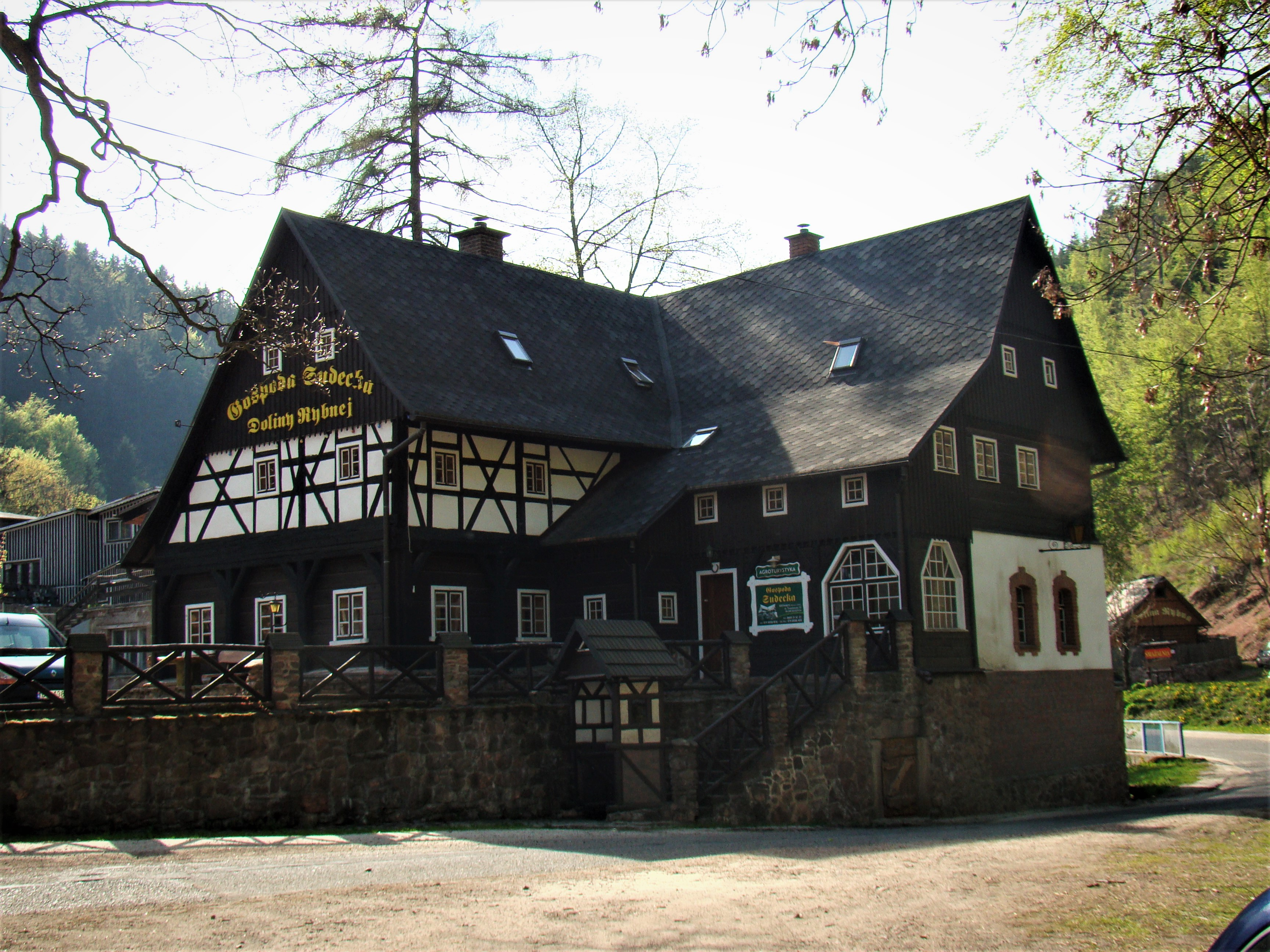
Landgasthof